# Акопян, Григорий Саркисович
Григорий Саркисович Акопян (15 марта 1901 г, Елизаветполь - 25 апреля 1990) — советский политический и военный деятель, полковник, учёный-историк, доктор исторических наук.

## Биография
Родился в 1901 году в пригороде Елизаветполя, ныне в составе Гянджи. Член КПСС с 1920 года.
В 1920—1922 — подпольный работник Гянджинского укома КСМ, инструктор по национализации земли при уездном земельном комитете, инструктор, заведующий политпросветотделом укома КСМ.
Окончил КУТВ им. И. В. Сталина, редакторское отделение ГИЖ.
В 1929—1935 — заведующий партотделом газеты «Поволжская правда» в Саратове, ответредактор газеты «Знамя коммуны» в Аткарске НВК, ответредактор газеты «Баландинский колхозник», ответредактор газеты «Советская деревня» в Саратове и Сталинграде, начальник политотдела МТС в станице Суровикино Сталинградского края, заведующий cельхозотделом Сталинградского крайкома ВКП(б).
В 1935—1941 — инструктор ОРПО ЦК ВКП(б), редактор издательства «Госполитиздат» при ЦК ВКП(б), руководитель редакции агитационно-массовой литературы издательства «Партиздат» при ЦК ВКП(б), редактор историко-партийной литературы издательства «Госполитиздат» при ЦК ВКП(б).
Участник Великой Отечественной войны: начальник партотдела фронтовой газеты «Во славу Родины» Южного фронта, заместитель начальника политотдела 12-й и 18-й армий Южного фронта, заместитель командира дивизии по политчасти, начальник политотдела 89-й Таманской дивизии, начальник политотдела 340-й Сумско-Киевской дивизии.
В 1946—1953 гг. — заведующий отделом Ближнего и Среднего Востока, в 1953—1961 гг. — начальник отдела печати Юго-Восточной Азии Совинформбюро при Министерстве культуры СССР.
В 1961—1973 гг. — младший научный сотрудник Сектора общих проблем слаборазвитых стран, Сектора национально-освободительных революций, в 1973—1980 гг. — научный сотрудник, в 1980—1990 гг. — старший исследователь, консультант Отдела экономики и политики слаборазвитых стран ИМЭМО АН СССР.
Умер в 1990 году в Москве.

## Вклад в историческую науку
Опубликовал около 60 научных работ по проблемам национально-освободительных революций и истории революционного движения в Закавказье, в т.ч.
- Акопян Г.С., Ульрих О. Д., Поляк А. А. Экономическое сотрудничество Советского Союза с экономически слаборазвитыми странами / Акад. наук СССР. Ин-т мировой экономики и междунар. отношений. — Москва : Изд-во ИМО, 1962. — 182 с. ; 20 см.
- Акопян Г.С., Ананьев П. Г., Андреасян Р. Н. Классы и классовая борьба в развивающихся странах : В 3 т. / Гл. ред. Тягуненко В. Л., д-р экон. наук; [АН СССР. Ин-т мировой экономики и междунар. отношений]. Т. 1-. Т. 3 : Выбор пути / Акопян, Г.С., канд. ист. наук, Ананьев, П.Г., канд. экон. наук, Андреасян, Р.Н., канд. геогр. наук [и др.] ; Отв. ред. Мирский Г. И., д-р ист. наук. — 1968. — 431 с.
- Степан Шаумян. Жизнь и деятельность. 1878—1918 [Текст] / Г. С. Акопян; [Предисл. А. И. Микояна]. — Москва : Политиздат, [1973]. — 268 с
- Роль Степана Шаумяна в борьбе за победу ленинской революционной теории, и тактики на Кавказе: Дис. на соиск. учен. степени д-ра ист. наук : (07.00.01) — М., 1980.

## Награды
- Орден Октябрьской Революции (1981)
- Орден Красного Знамени (1943)
- Орден Отечественной войны II степени (1945, 1985)
- Орден Отечественной войны II степени (1944)
- Орден Красной Звезды (1943)